# Emotions (album)
Emotions là album phòng thu thứ hai của nghệ sĩ thu âm người Mỹ Mariah Carey, phát hành ngày 17 tháng 9 năm 1991 bởi Columbia Records. Khác với album phòng thu đầu tay mang chính tên cô năm 1990, Carey được tham gia kiểm soát sáng tạo đối với những bản thu âm cô sản xuất và thu âm. Ngoài ra, Emotions còn bao gồm những ảnh hưởng từ một loạt các thể loại nhạc khác nhau như soul, R&B, phúc âm và dòng nhạc ballad thập niên 1950, 1960 và 1970. Carey đã làm việc với một loạt các nhà sản xuất và nhà soạn nhạc, bao gồm Walter Afanasieff, người duy nhất cô tiếp tục cộng tác từ album trước. Ngoài ra, Carey đã viết lời và sản xuất với Robert Clivillés và David Cole từ C+C Music Factory và Carole King, người đã cùng cô sáng tác một bài hát.
Sau khi phát hành, Emotions nhận được những đánh giá trái chiều từ các nhà phê bình âm nhạc đương đại. Nó đạt vị trí thứ 4 trên bảng xếp hạng Billboard 200, gây ngạc nhiên cho giới chuyên môn sau thành công đột phá từ album đầu tay của Carey, đạt vị trí quán quân trong 11 tuần. Ngoài ra, album cũng đạt được những thành công tương đối bên ngoài Hoa Kỳ, lọt vào top 10 tại Úc, Canada, Hà Lan, New Zealand, Na Uy và Vương quốc Anh. Nó đặc biệt thành công tại Nhật Bản, đạt doanh số tiêu thụ hơn một triệu bản tại đây. Album đã bán được 8 triệu bản trên toàn thế giới.
Ba đĩa đơn thương mại đã được phát hành từ album. Bài hát chủ đề, được chọn làm đĩa đơn đầu tiên, trở thành đĩa đơn quán quân thứ năm của Carey trên bảng xếp hạng Billboard Hot 100, giúp cô trở thành nghệ sĩ duy nhất trong lịch sử có 5 đĩa đơn đầu tay liên tiếp làm được điều này. Ngoài ra, nó cũng đạt hạng nhất tại Canada, và lọt vào top 10 ở Pháp, Hà Lan và New Zealand. "Can't Let Go" được phát hành như là đĩa đơn thứ hai từ Emotions vào ngày 23 tháng 10 năm 1991. Do không được Columbia đầu tư phát hành rộng rãi ở các cửa hàng để thúc đẩy doanh thu của album, nó đã thất bại để trở thành đĩa đơn quán quân thứ sáu của Carey tại Hoa Kỳ, chỉ có thể vươn đến vị trí thứ 2. Ngoài ra, bài hát cũng chỉ đạt thành công hạn chế ở những khu vực khác, lọt vào top 20 ở Canada và Vương quốc Anh. Điều đó cũng xảy ra tương tự với đĩa đơn thứ ba và cũng là cuối cùng từ album, "Make It Happen" đạt vị trí thứ 5 tại Hoa Kỳ, và không gặt hái nhiều thành tựu trên thị trường quốc tế, khiến Columbia ngừng lại tất cả những chiến dịch quảng bá cho album.

## Sự ủng hộ và đón nhận
Emotions đã không nhận được sự ủng hộ đáng kể như album đầu tay, và Carey một lần nữa bị chỉ trích nặng nề khi từ chối đi lưu diễn. Sau khi nhóm nhạc Milli Vanilli mắc vào những vụ scandal trong thời gian đó, các nhà phê bình tiếp tục công kích Carey vì họ cho rằng cô chỉ là "ca sĩ phòng thu" không thể trình diễn trước công chúng, và những nốt cao nổi tiếng kia chẳng qua là nhờ kỹ thuật thu âm. Cuối cùng, Carey nói cô không có tour diễn vì đang phải đối mặt với sự thiếu tự tin và không vững tâm trong việc biểu diễn trước công chúng. Cô thanh minh vấn đề của mình khi phát biểu rằng đa số các ca sĩ đều vượt qua được sự lo lắng trong thời gian họ trình diễn sống trước khi có hợp đồng thu âm, nhưng cô không có được kinh nghiệm trình diễn như vậy.
Emotions lần đầu tiên xuất hiện và đứng thứ tư tại Mỹ trên Billboard 200 với 129,000 bản tiêu thụ ngay trong tuần đầu, một bất ngờ theo sau thành công vang dội Mariah Carey. Đĩa nhạc có 27 tuần nằm trong top 20 và tổng cộng 55 tuần trên Billboard 200. Đây là album đầu tiên trong 4 album phòng thu của Carey không dẫn đầu bảng xếp hạng Billboard 200 cũng là album bán chậm nhất trước Glitter (2001), nhưng vẫn được RIAA chứng nhận 4 lần bạch kim vào 30 tháng 1 năm 2003. Năm 2005, album đã bán được 3.57 bản tại Mỹ theo Nielsen SoundScan, với 600.000 bản Columbia House đã tiêu thụ. Đĩa này nhận được thứ hạng tốt hơn tại Anh so với đĩa Mariah Carey, nằm trong top 5 và hơn 4 tuần top 75, tổng cộng 40 tuần. Album cũng thành công tại Canada (top 5) và Úc (top 10), 2 lần bạch kim ở cả hai nước trên, nhưng tại Mỹ nó không được tốt như Mariah Carey. Tại Brasil, album chỉ nhận được đĩa vàng, và thành công của Carey vẫn ở mức trung bình tại châu Âu. Năm 2007 Emotions đạt đến con số 8 triệu bản trên toàn thế giới.
Các đĩa đơn từ Emotions không phải là hit lớn và giống như album đầu chỉ có track tiêu đề là thành công bên ngoài Bắc Mỹ. Single đầu tiên, "Emotions", trở thành đĩa đơn thứ năm liên tiếp quán quân của Carey tại Mỹ, biến cô là người duy nhất có 5 đĩa đơn đầu tiên nằm trong top Billboard Hot 100. Và cũng nằm trong top 5 của Canada, nhưng không thể vượt qua top 20 tại Anh và Úc. "Can't Let Go" đứng thứ 2 ở Mỹ, đã phá vỡ một dọc các đĩa đơn quán quân của Carey, và chỉ có vị trí khiêm tốn ở những nơi khác: mặc dù nằm trong top ten Canada nhưng bài hát vẫn vừa vặn trong top 20 tại Anh và cả thảy rớt khỏi top 40 tại Úc. "Make It Happen" thứ 5 tại Mỹ đồng thời là single đầu tiên nằm ngoài top 10 ở Canada, nhưng lại giành được vị trí trong phạm vi top 20 tại Anh và top 40 tại Úc. Đĩa đơn thứ tư, "Till the End of Time", phát trên sóng radio ở Costa Rica và México như một nỗ lực làm tăng doanh thu của album. Bởi ca khúc có được một vị trí rất nhỏ trên bảng xếp hạng airplay, và tạo đường để phát hành đĩa MTV Unplugged EP, nhưng đã không được quảng bá rộng rãi như là một đĩa đơn

## Danh sách bài hát
| STT | Nhan đề                  | Phổ lời            | Phổ nhạc                            | Sản xuất               | Thời lượng |
| --- | ------------------------ | ------------------ | ----------------------------------- | ---------------------- | ---------- |
| 1.  | "Emotions"               | Mariah Carey       | Carey, Robert Clivillés, David Cole | Carey, Clivillés, Cole | 4:09       |
| 2.  | "And You Don't Remember" | Carey              | Carey, Walter Afanasieff            | Carey, Afanasieff      | 4:26       |
| 3.  | "Can't Let Go"           | Carey              | Carey, Afanasieff                   | Carey, Afanasieff      | 4:27       |
| 4.  | "Make It Happen"         | Carey              | Carey, Clivillés, Cole              | Carey, Clivillés, Cole | 5:10       |
| 5.  | "If It's Over"           | Carey, Carole King | Carey, King                         | Carey, King            | 4:38       |
| 6.  | "You're So Cold"         | Carey, Cole        | Carey, Cole                         | Carey, Clivillés       | 5:05       |
| 7.  | "So Blessed"             | Carey              | Carey, Afanasieff                   | Carey, Afanasieff      | 4:13       |
| 8.  | "To Be Around You"       | Carey, Clivillés   | Carey, Clivillés                    | Carey, Cole            | 4:37       |
| 9.  | "Till the End of Time"   | Carey              | Carey, Afanasieff                   | Carey, Afanasieff      | 5:35       |
| 10. | "The Wind"               | Carey              | Carey, Russell Freeman              | Carey                  | 4:41       |

## Thành phần thực hiện
Thành phần thực hiện của Emotions được trích từ Allmusic.
- Sản xuất bởi Walter Afanasieff, Mariah Carey, David Cole & Robert Clivlles
- Phối khí: Dana Jon Chapelle, Mariah Carey & Bob Rosa
- Kỹ thuật: Bruce Calder, Dana Jon Chapelle, Lolly Grodner, Acar S. Key, John Mathias, Bruce Miller, Craig Silvery & M.T. Silvia
- Chỉ đạo: Bob Ludwig
- Điều hành sản xuất: Tommy Mottola
- Trống: Walter Afansieff, Robert Clivilles, Steve Smith
- Bass: Will Lee, Carl James
- Synth Bass: Walter Afansieff
- Guitars: Vernon "Ice" Black, Cornell Dupree, Michael Landau, Paul Pesco
- Guitar Synth: Walter Afanasieff
- Keyboards, Piano, Organ, Synthesizers: Walter Afanasieff, David Cole, Ren Klyce
- Horns: Louis DelGatto, Lawrence Feldman, Earl Gardner, Keith O'Quinn, George Young
- Horns Arranged By Louis DelGatto

## Xếp hạng
| Bảng xếp hạng (1991)                     | Vị trí cao nhất |
| ---------------------------------------- | --------------- |
| Album Úc (ARIA)                          | 8               |
| Album Áo (Ö3 Austria)                    | 39              |
| Canadian Albums (RPM)                    | 6               |
| Canadian Albums (The Record)             | 5               |
| Album Hà Lan (Album Top 100)             | 9               |
| European Albums (Top 100)                | 12              |
| Finnish Albums (Suomen virallinen lista) | 12              |
| German Albums (Offizielle Top 100)       | 46              |
| Italian Albums (Hit Parade Italia)       | 16              |
| Japanese Albums (Oricon)                 | 3               |
| Album New Zealand (RMNZ)                 | 6               |
| Album Na Uy (VG-lista)                   | 8               |
| Spanish Albums (PROMUSICAE)              | 38              |
| Album Thụy Điển (Sverigetopplistan)      | 13              |
| Album Thụy Sĩ (Schweizer Hitparade)      | 15              |
| Album Anh Quốc (OCC)                     | 4               |
| Album Hoa Kỳ Billboard 200               | 4               |
| Album Hoa Kỳ Top R&B/Hip-Hop (Billboard) | 6               |

| Bảng xếp hạng (1991)                  | Vị trí |
| ------------------------------------- | ------ |
| Canadian Albums (RPM)                 | 35     |
| Italian Albums (Hit Parade)           | 81     |
| Japanese Albums (Oricon)              | 80     |
| Bảng xếp hạng (1992)                  | Vị trí |
| Dutch Albums (MegaCharts)             | 52     |
| Japanese Albums (Oricon)              | 83     |
| UK Albums (OCC)                       | 62     |
| US Billboard 200                      | 22     |
| US Top R&B/Hip-Hop Albums (Billboard) | 21     |

## Chứng nhận
| Quốc gia                                                                           | Chứng nhận  | Số đơn vị/doanh số chứng nhận |
| ---------------------------------------------------------------------------------- | ----------- | ----------------------------- |
| Úc (ARIA)                                                                          | Bạch kim    | 70.000^                       |
| Canada (Music Canada)                                                              | 4× Bạch kim | 400.000^                      |
| Pháp (SNEP)                                                                        | Vàng        | 100.000*                      |
| Nhật Bản (RIAJ)                                                                    | 4× Bạch kim | 1,000,000                     |
| Hà Lan (NVPI)                                                                      | Bạch kim    | 100.000^                      |
| New Zealand (RMNZ)                                                                 | Bạch kim    | 15.000^                       |
| Thụy Điển (GLF)                                                                    | Bạch kim    | 100.000^                      |
| Thụy Sĩ (IFPI)                                                                     | Vàng        | 25.000^                       |
| Anh Quốc (BPI)                                                                     | Bạch kim    | 300.000^                      |
| Hoa Kỳ (RIAA)                                                                      | 4× Bạch kim | 4,000,000                     |
| Tổng hợp                                                                           |             |                               |
| Toàn cầu                                                                           |             | 8,000,000                     |
| * Chứng nhận dựa theo doanh số tiêu thụ. ^ Chứng nhận dựa theo doanh số nhập hàng. |             |                               |